# Terre-de-Bas
Terre-de-Bas (Guadeloupe-Kreolisch: Tèdébà) ist eine Gemeinde mit 895 Einwohnern (Stand 1. Januar 2022) und eine Insel im französischen Überseedépartement Guadeloupe. Terre-de-Bas ist nicht zu verwechseln mit der größeren Insel Guadeloupes ähnlichen Namens, Basse-Terre.

## Geografie
Die Insel liegt wie ihre Nachbarinsel Terre-de-Haut in dem Archipel Îles des Saintes (Inseln der Heiligen) im Karibischen Meer. Der Ortskern befindet sich auf 41 Metern über dem Meer im Massif central.

## Geschichte
Die Îles des Saintes wurden im November 1493 von Christoph Kolumbus (1451–1506) entdeckt. 1648 fielen die Inseln an Frankreich.
| Jahr      | 1967  | 1974  | 1982  | 1990  | 1999  | 2006  | 2010  | 2015  |
| --------- | ----- | ----- | ----- | ----- | ----- | ----- | ----- | ----- |
| Einwohner | 1.795 | 1.631 | 1.427 | 1.509 | 1.267 | 1.030 | 1.095 | 1.060 |

## Sehenswürdigkeiten
Jean-Pierre Fidelin ließ um 1760 eine Töpferei bauen. Die Töpferei stellte hauptsächlich Formen her, die für die Zuckerherstellung verwendet wurden. Jedes Zuckerwerk besaß über 2000 dieser Formen. Die Töpferei war von 1760 bis 1860 in Betrieb. Danach konzentrierte man sich auf die Herstellung von Bay und die Töpferei verfiel. Die Gebäude befinden sich im Privatbesitz und wurden 1997 als Monument historique (historisches Denkmal) klassifiziert.

## Kultur
Die Fischer von Terre-de-Bas tragen seit Mitte des 19. Jahrhunderts „Salako“ genannte breitkrempige Hüte, die aus Bambus geflochten werden. Sie werden in traditioneller Handarbeit hergestellt.

## Wirtschaft und Infrastruktur
Terre-de-Bas ist ruhiger und weniger frequentiert als Terre-de-Haut, trotzdem ist der Tourismus neben Fischerei und Landwirtschaft ein wichtiger Erwerbszweig. Es wird vor allem Maniok, Mais, Baumwolle, Zuckerrohr und Kaffee angebaut.
Die D213 verläuft ringförmig durch den südlichen Teil der Insel.